# Miriam Lay Brander
Miriam Lay Brander (* 16. Juni 1981 in Freiburg im Breisgau) ist eine deutsche Literatur- und Kulturwissenschaftlerin. Seit 2018 ist sie Inhaberin des Lehrstuhls für Romanische Literaturwissenschaft II und Direktorin des Zentralinstituts für Lateinamerikastudien (ZILAS) an der Katholischen Universität Eichstätt-Ingolstadt.

## Biografie
Miriam Lay Brander studierte ab 2003 Romanistik (Französisch und Spanisch) in Freiburg, Nizza und Konstanz. Danach arbeitete sie von 2007 bis 2017 als akademische Mitarbeiterin an der Universität Konstanz, zunächst im Doktorandenkolleg „Zeitkulturen“ des Exzellenzclusters „Kulturelle Grundlagen von Integration“, dann als Postdoktorandin des Clusters und wissenschaftliche Mitarbeiterin am Lehrstuhl von Ulrike Sprenger. Im Zuge dessen wurde Lay Brander 2010 im Fach Literaturwissenschaft promoviert. Ihre Dissertation „Raum-Zeiten im Umbruch. Erzählen und Zeigen im Sevilla der Frühen Neuzeit“ ist eine interdisziplinäre Arbeit an der Schnittstelle von Literaturwissenschaft und Geschichtswissenschaft. In dieser Arbeit untersucht sie den Übergang zu einem neuen Zeitverständnis zwischen Mittelalter und Neuzeit in Festkultur, Theater und wissenschaftlichen Texten. Für ihre Dissertation wurden Lay Brander der Preis der Stadt Konstanz zur Förderung des wissenschaftlichen Nachwuchses 2011 sowie der Werner-Krauss-Preis des Deutschen Hispanistenverbandes 2013 verliehen. Eine für das spanischsprachige Publikum überarbeitete Version der Studie wurde von Carl Antonius Lemke ins Spanische übersetzt.
Von 2014 bis 2017 leitete Lay Brander das Projekt „Gattung und Globalisierung. Hybridisierung von Gattungen in (post-)kolonialen Kontexten“ im Rahmen des Eliteprogramms für Postdocs der Baden-Württemberg Stiftung.
Von 2016 bis 2017 war sie Junior-Fellow am Walter Benjamin Kolleg der Universität Bern.
2017 habilitierte sich Lay Brander an der Universität Konstanz in Romanischen Literaturen und in Allgemeiner und Vergleichender Literaturwissenschaft. In ihrer Habilitationsschrift „Schreiben in Archipelen. Aphorismus und Sprichwort in (post-)kolonialen Kontexten französischer, spanischer und portugiesischer Sprache“ untersucht sie die Funktionsweisen kleiner Formen in postkolonialen Kontexten Lateinamerikas, der spanisch- und französischsprachigen Karibik, Subsahara-Afrikas und Ozeaniens.
Von 2017 bis 2018 übernahm Lay Brander die Vertretung der Professur der Romanischen Literaturwissenschaft II an der Katholischen Universität Eichstätt-Ingolstadt. Seit 2018 ist sie die Inhaberin dieses Lehrstuhls sowie Direktorin des Zentralinstituts für Lateinamerikastudien (ZILAS), seit 2020 geschäftsführend. Im Rahmen ihrer Arbeit am Institut ist sie auch für die literaturwissenschaftliche Lehre des Bachelors Lateinamerikastudien an der Katholischen Universität Eichstätt-Ingolstadt verantwortlich.

## Forschungsschwerpunkte
Lay Brander beschäftigt sich vorwiegend mit den Literaturen Lateinamerikas und der Karibik des 20. und 21. Jahrhunderts, spanischer Literatur und Kultur des Siglo de Oro sowie französischsprachigen Literaturen des 17., 20. und 21. Jahrhunderts.
Einer ihrer Schwerpunkte ist die inter- und transkulturelle Gattungsforschung. Im Rahmen dieses Forschungsfeldes untersucht sie, wie literarische Formen im Kontext einer beschleunigten Globalisierung seit dem 16. Jahrhundert zirkulieren und sich verändern. Mit ihrer Dissertation leistete sie einen Beitrag zur kulturwissenschaftlichen Raum- und Zeittheorie. Zu ihren Forschungsschwerpunkten gehören außerdem die Textstrategien interkultureller Kommunikation zwischen Europa, Lateinamerika und Asien während der Kolonialzeit sowie der Zusammenhang von Digitalisierung und Gedächtnis in Lateinamerika und der Karibik.

## Auszeichnungen
- 2011: Preis der Stadt Konstanz zur Förderung des wissenschaftlichen Nachwuchses für die Dissertation „Raum-Zeiten im Umbruch. Erzählen und Zeigen im Sevilla der Frühen Neuzeit“
- 2013: Werner-Krauss-Preis des Deutschen Hispanistenverbandes zur Auszeichnung von Dissertationen[2]

## Publikationen

### Monografien
- Raum-Zeiten im Umbruch. Erzählen und Zeigen im Sevilla der Frühen Neuzeit. Transcript, Bielefeld 2011, ISBN 978-3-8376-1759-7.
- Espacio-Tiempo en transformación. Las estructuras de Narrar y Mostrar en Sevilla a comienzos de la Edad Moderna. Aus dem Deutschen von Carl Antonius Lemke Duque Kassel: Reichenberger, 2017, ISBN  978-3-944244-56-3.

### Herausgeberschaften
- Einführung in die Lateinamerikastudien, Berlin: Erich Schmitt Verlag [erscheint 2021].
- Genre and Globalization. Transformación de géneros en contextos (post-)coloniales / Transformation des genres dans des contextes (post-)coloniaux, Olms, Hildesheim 2017, ISBN  978-3-487-15632-3
- Mit Stephanie Kleiner und Leon Wansleben: Geteilte Gegenwarten. Kulturelle Praktiken von Aufmerksamkeit. Fink, München 2016, ISBN 978-3-7705-5927-5.

### Aufsätze (Auswahl)
- „Von der Kubanischen zur digitalen Revolution: Zeitstrukturen des Revolutionsgedächtnisses in der kubanischen Blogosphäre“, Romanische Forschungen 132, 1 (2020), 24–44.
- “‘¿Gracias a Twitter, reviven los aforismos?‘ – Las formas breves en Internet”, Meridional. Revista Chilena de Estudios Latinoamericanos 5, Oktober 2015, 13–40.
- “Intimos arquipélagos: La aforística en Cadernos de João de Aníbal Machado y la poética de la archipelización”, Revista Chilena de Literatura 90, September 2015, 129–150.
- „Acto de derroche: Bolaños 2666 und die Globalisierung des Kriminalromans“, Archiv für das Studium der neueren Sprachen und Literaturen 252:1, 2015, 122–137.
- „Kleine Formen zwischen Lebenspraxis und Literatur: Von der französischen Klassik zum digitalen Zeitalter“, in Kathrin Lange & Nora Zapf (Hg.): Screenshots. Literatur im Netz, München: edition text + kritik, 2020, 19–32.
- „Vertrauen als Ausnahmezustand: Die confiance in der französischen Salonkultur des 17. Jahrhunderts“, in Martin Kirschner, Thomas Pittrof (Hgg.): Vertrauen, Regensburg: EOS, 2018, 201–231.